# Holopogon negrus
Holopogon negrus är en tvåvingeart som beskrevs av Pavel Lehr 1972. Holopogon negrus ingår i släktet Holopogon och familjen rovflugor. Inga underarter finns listade i Catalogue of Life.